# Jeff Dunham: Arguing With Myself
Jeff Dunham: Arguing with Myself is een optreden van komiek en buikspreker Jeff Dunham. De show was opgenomen in Santa Ana, Californië. De dvd kwam uit op 11 april 2006.

## Karakters
- Walter, een oude Vietnamoorlog-veteraan met een houding.
- Sweet Daddy Dee, de nieuwe manager van Jeff van de straat.
- Bubba J, een dronkenlap die praat over NASCAR, bier drinken en zijn vrouw.
- Peanut, een paarse woozle uit Micronesië die lijkt op een aap. Hij draagt een Converse-schoen aan zijn linkervoet.
  - Hij spreekt Santa Ana uit als “Sah, Nah-tah Ah… nah!”
- José Jalapeño on a Stick, een jalapeño op een stok of “steek” zoals hij zegt met een Mexicaans accent. Hij treedt samen op met Peanut.